# Johann-Dietrich Griemsmann
Johann-Dietrich Griemsmann oder auch Dietrich Griemsmann, genannt Paddy (* 27. Juni 1941 in Hannover oder Großburgwedel; † 19. Juli 2013 in Burgwedel) war ein deutscher Zeichner, Maler, Collagist und Bildhauer, Designer und Lyriker. Er war ebenfalls Grafiker, der sich künstlerisch als Autodidakt gebildet hatte und sich als „Total-Künstler“ bezeichnete.

## Leben
Griemsmann erlebte als Kleinkind die letzten Jahres des Zweiten Weltkrieges, bevor er im Alter von etwa 20 Jahren 1961 sein Abitur ablegte. Anschließend studierte er bis zum Frühjahr 1968 Pädagogik an der Pädagogischen Hochschule Hannover.
Schon während seines Studiums übte sich Griemsmann im Selbstunterricht in den Jahren 1962 bis 1965 in der Malerei, verlegte sich dann aber auf Grafiken. Und bereits in seinen frühen Studentenjahren hatte Griemsmann seine ersten großen Einzelausstellungen, so 1965 in Großburgwedel, 1967 in Hannover bei WP Eberhard Eggers, 1968 unter dem Titel „Phantastische Kunst in Deutschland“ beim Kunstverein Hannover und – ebenfalls 1968 – unter dem Oberbegriff „Kritische Grafik“ im damaligen Wilhelm-Busch-Museum.
Nach der PH Hannover bildete sich Griemsmann ab 1968 künstlerisch an der Folkwang-Schule in Essen weiter. Als Mitglied des Bundes Bildender Künstler beschickte Johann-Dietrich Griemsmann zahlreiche Ausstellung im In- und Ausland.
Das Lebenswerk Griemsmanns, das von seiner Ehefrau Karin verwaltet und gepflegt wurde, lässt sich schwer und noch am ehesten im Vergleich mit Werken der Wiener Schule des Phantastischen Realismus vergleichen: „Griemsmann erfand sich immer wieder neu und arbeitet in sehr unterschiedlichen Zyklen.“ Technisch verwendete er so unterschiedliche Materialien wie Zeichenstift, Tusche, Acyl, Eisen, Ton, Gips, Marmor und Seide. Er entwarf zudem Möbel und dichtete Verse zu seinen Werken. Sein für ihn wichtigstes Thema waren „seine Frauenwelten“, die er in ungezählten Reminiszenzen auf Papier oder Leinwand darstellte oder als Skulptur in immer neuen Ausdrucksformen formte.
Seit 1989 arbeitete Johann-Dietrich Griemsmann als freier Künstler.
Einige Arbeiten Griemsmanns sind heute Teil der Sammlung des Sprengel Museums Hannover.
Johann-Dietrich, „Paddy“ Griemann wurde 2013 in einer Urne im engsten Familienkreis beigesetzt.
Posthum zeigte der Kunstverein Burgwedel-Isernhagen vom 7. November bis 18. Dezember 2014 in Burgwedel erstmals eine große zweiteilige Ausstellung mit Werken des Burgwedeler „Total-Künstlers“ zugleich an zwei Orten, darunter im örtlichen Rathaus, wo Bürgermeister Axel Düker die Eröffnungsrede zur Vernissage hielt.
Wohnhaus, Werkstatt und Skulpturengarten des verstorbenen Künstlers bildete das Grundstück Auf dem Amtshof 32 in Burgwedel, das seine Ehefrau zeitweilig als ein für Besucher und Kunstinteressierte geöffnetes Museum betreibt. Sich auf die dort ausgestellten Werke einzulassen, braucht Zeit, wie Karin Griemsmann einmal formulierte: „Ohne ausdauernde Besucher hätte mein Mann nicht so lange bei ,Kunst in Bewegung‘ mitgemacht.“